# Lusia
Lusia är en ort och kommun i provinsen Rovigo i regionen Veneto i Italien. Kommunen hade 3 437 invånare (2018).